# Bride of Re-Animator
Bride of Re-Animator (br: A Noiva do Re-Animator) é um filme estadunidense de terror de 1991. O filme, sequência do filme de 1985, Re-Animator, foi dirigido por Brian Yuzna e sequenciado pelo filme de 2003, Beyond Re-Animator.

## Elenco
- Jeffrey Combs como Dr. Herbert West
- Bruce Abbott como Dr. Dan Cain
- Claude Earl Jones como Lt. Leslie Chapham
- Fabiana Udenio como Francesca Danelli
- David Gale como Dr. Carl Hill
- Kathleen Kinmont como Gloria
- Mel Stewart como Dr. Graves
- Irene Forrest como enfermeira Shelley
- Michael Strasser como Ernest
- Mary Sheldon como Meg Halsey
- Marge Turner como Elizabeth Chapham
- Johnny Legend como Skinny Corpse
- David Bynum como Black Corpse
- Noble Craig como criatura da cripta
- Kim Parker como criatura da cripta
- Charles Schneider como criatura da cripta
- Rebeca Recio como criatura da cripta
- Jay Evans como criatura da cripta